# Paul Mansion
Pour les articles homonymes, voir Mansion.
Paul Mansion, né le 3 juin 1844 à Marchin (près de Huy) et mort le 16 avril 1919 à Gand, est un mathématicien et un historien des sciences belge. Il est le père de Joseph Mansion et Augustin Mansion ainsi que le grand-père de Suzanne Mansion.

## Biographie
Mansion réussit l'École normale de Gand en 1862. Il y enseigna par la suite, dès 1867 comme professeur de mathématiques de l'université de Gand. Entre 1874 et 1880, il fonde avec Eugène Catalan et Joseph Neuberg la revue : Nouvelle correspondance mathématique nommé ainsi en l'honneur de la revue fondée par Quetelet, la Correspondance mathématique et physique. En 1881, il fonde  la revue Mathesis, dont il devient le directeur. En  1910, il prend sa retraite.
Ses travaux sont essentiellement des traductions en français de Riemann, de Julius Plücker et de Alfred Clebsch et des publications en histoire des mathématiques. Celle des Grecs, d'abord, puis l'histoire de la naissance de l'astronomie et de la physique moderne autour des figures de Copernic, Galilée et Kepler. On considère souvent que ses écrits, influencés par sa foi apostolique et romaine sont autant de plaidoyers en faveur du point de vue de Rome. En témoigne aussi son intérêt original pour certains aspects de la théorie des probabilités et son fort engagement dans la Société scientifique de Bruxelles.
Très productif, une liste de 349 publications fut dressée après sa mort par son collègue Alphonse Demoulin. Il était membre de l'Académie royale de Belgique.